# Воздвиженська церква (Нова Буда)
Воздвиженська церква — православний храм у селі Нова Буда Житомирської області.
Перші згадки про храм датуються 1900 роком. Збудований з дерева.
1 березня 2022 року будівля церкви зазнала пошкоджень у результаті авіаудару внаслідок російської збройної агресії проти України. В будівлі вибито вікна, посічено дах прицерковної каплиці. Міністерством культури і інформаційної політики сума завданих збитків оцінюється у 16,5 млн гривень.